# Nikołaj Łukonin
Nikołaj Fiodorowicz Łukonin (ros. Николай Фёдорович Луконин, ur. 3 marca 1928 w stanicy Ymambaba (obecnie w wilajecie maryjskim) w Turkmeńskiej SRR) – radziecki polityk, minister energetyki atomowej ZSRR (1986–1989), Bohater Pracy Socjalistycznej (1985).
W 1952 ukończył studia w Instytucie Elektrotechnicznym w Odessie ze specjalnością inżynier elektryk, potem pracował w Kombinacie Górniczo-Chemicznym nr 6 jako inżynier, starszy inżynier, zastępca kierownika zmiany i kierownik zmiany. W latach 1961–1970 zastępca głównego inżyniera i główny inżynier, a 1970–1976 dyrektor zakładu atomowego. Od 1967 członek KPZR. W latach 1976–1983 dyrektor Leningradzkiej Elektrowni Atomowej im. Lenina, a 1983–1986 dyrektor Ignalińskiej Elektrowni Jądrowej. Od 21 lipca 1986 do 27 czerwca 1989 minister energetyki atomowej ZSRR, później na emeryturze.

## Odznaczenia i nagrody
- Medal Sierp i Młot Bohatera Pracy Socjalistycznej (2 sierpnia 1985)
- Order Lenina (1985)
- Order Rewolucji Październikowej
- Order Czerwonego Sztandaru Pracy (dwukrotnie)
- Nagroda Leninowska (1965)